# مسیه ۲۲
مسیه ۲۲(به انگلیسی: Messier 22)یا خوشه کمان یا ان‌جی‌سی ۶۶۵۶ یک خوشه ستاره‌ای کروی در صورت فلکی کمان است که فاصله آن از زمین ده هزار سال نوری و قدر ظاهری آن ۶٫۵ است.